# David Landau
Pour les articles homonymes, voir Landau.
David Landau est un acteur américain (1879-1935) natif de Philadelphie (Pennsylvanie). Il a été actif presque exclusivement au début des années 1930. En 1934, il a fait un AVC dont il ne s'est jamais remis. Il repose au Forest Lawn Memorial Park de Glendale, en Californie.

## Filmographie partielle
- 1915 : Bondwomen d'Edwin August - David Power
- 1931 : I Take This Woman de Marion Gering - Le patron du cirque
- 1931 : Scène de la rue (Street Scene) de King Vidor - Mr. Frank Maurrant
- 1931 : Arrowsmith de John Ford
- 1932 : This Reckless Age de Frank Tuttle - Matthew Daggett
- 1932 : Union Depot d'Alfred E. Green - Kendall
- 1932 : Tête brûlée (Airmail) de John Ford - Pop
- 1932 : Taxi! de Roy Del Ruth - Buck Gerard
- 1932 : Polly of the Circus d'Alfred Santell - Beef
- 1932 : It's Tough to Be Famous d'Alfred E. Green - Officier Steve Stevens
- 1932 : Papa amateur (Amateur Daddy) de John G. Blystone - Sam Pelgram
- 1932 : Heritage of the Desert, de Henry Hathaway
- 1932 : The Roadhouse Murder de J. Walter Ruben - Détective Kraft
- 1932 : The Purchase Price de William A. Wellman - Bull McDowell
- 1932 : Plumes de cheval (Horse Feathers) de Norman Z. McLeod - Jennings
- 1932 : Ombres vers le sud (The Cabin in the Cotton) de Michael Curtiz - Tom Blake
- 1932 : Je suis un évadé (I Am a Fugitive from a Chain Gang) de Mervyn LeRoy - Le gardien
- 1932 : 70,000 Witnesses de Ralph Murphy : Dan McKenna
- 1933 : Lady Lou (She Done Him Wrong) de Lowell Sherman - Dan Flynn
- 1933 : One Man's Journey, de John S. Robertson
- 1933 : Gabriel au-dessus de la Maison-Blanche (Gabriel over the White House) de Gregory La Cava - John Bronson
- 1934 : Judge Priest de John Ford - Bob Gillis
- 1934 : L'Homme aux deux visages (The Man with Two Faces)